# 바닐레어
바닐레어(Vanillare)는 싱어송라이터 고히의 편곡 및 라이브 악기 세션을 담당하는 악기팀이다. 2019년에 고히가 결성한 바닐레어는, 2024년까지 밴드로서 활동을 마치고, 2025년 2월 25일 고히의 싱글 ‘편지’ 발매를 기점으로, 솔로 아티스트로 활동하게된 고히의 악기팀으로 자리잡았다. 현재 국내 스트리밍 플랫폼에 바닐레어로 발매되었던 곡들은 고히의 이름으로 찾아볼 수 있다. 현재 바닐레어의 멤버로 건반에 헤르츠, 기타에 신빈, 드럼에 지로, 그리고 베이스에 양원진이 함께해주고 있다. 

## 방송
- 그레이트 서울 인베이전 (2022) - Top45
- 히든스테이지 (2024) - 인기상

## 음반
- [EP] Hollywood Fever (2019)
- 이곳에 (2021)
- In The Dark (2021)
- Remedy (2021)
- 포기하고싶어. (2021)
- 나가 (feat. 이승윤) (2022)
- [EP] Neon Genesis (2022)
- 무기징역 (2023)
- Alive (2023)
- Stüssy / Bye (2023)
- 편지 (2024)
- 정규앨범 Smoking with the Angel (2024)
- 편지 (Re-Arranged) (2025)

## 공연
2021.08.15 Crazy Sunday Online Live Streaming | 무릉도원 • 우물 • 바닐레어 (club A.O.R) 
2021.08.21 DOAF! (벨로주 홍대) | 유수림 • 바닐레어 • 씩제프  
2022.06.06 PAIR PLAY: vol. 1 허드 X 바닐레어 (KT&G 상상마당)  
2022.10.15 Neon Genesis 단독공연 (프리즘홀)
2022.12.02 PEEKABOO TOUR 2022 (대전 인터플레이)
2022.12.04 PEEKABOO TOUR 2022 (전주 더바인홀)
2022.12.10 PEEKABOO TOUR 2022 (대구 헤비)
2022.12.11 PEEKABOO TOUR 2022 (부산 오방가르드) | 칩앤스위트 • 바닐레어
2023.01.28 LIVE FROM ITAEWON (The Studio HBC) | 바닐레어 • 은하단
2023.02.22  Mercury 88 (벨로주 홍대) | 은하단 • 아톰뮤직하트 • 바닐레어
2023.03.22 무기징역 (Life Sentence) 음원 발매 기념 뮤직비디오 시사회 (클럽 온에어)
2023.04.29 Soft Crush Heartbeat
2023.05.14 EMO NIGHT CLUB FF
2023.06.18 'Alive'발매 기념 단독공연 (얼라이브홀)
2023.06.30 AMSTERDAM CLUB FF
2023.07.12 Pet Sounds
2023.07.28 '440 Acoustic Waves' 앨범 발매 기념 공연 (Club On-Air)
2023.08.25 CLUB FF 19TH ANNIVERSARY
2023.09.22 뮤직성수:음악이 채우는 거리
2023.09.23 NO MERCY UPRISING (얼라이브홀)
2023.10.01 I’M IN LOVE WITH YOU CLUB FF
2023.10.18 BRICK DAY VANILLARE (스페이스 브릭)
2023.11.04 SELF ESTEEM CLUB FF
2023.11.09 <Be The Star 시즌3 - FINAL CONCERT> TOP 10 본선 경연 (관악 아트홀)
2023.11.25 Breeze Burst Blooms (후케즈)
2024.4.10 정규앨범 Smoking with the Angel 발매기념 쇼케이스 (H-Stage)